# Not Enough Love in the World
«Not Enough Love in the World» — пісня в стилі софт-рок, написана Доном Генлі, Денні Кортчмаром і Бенмонтом Тенчем. У текстах описуються непрості стосунки, де співак заявляє, що любить. Існували чутки, що йшлося про стосунки Генлі зі Стіві Нікс (з якою пізніше зустрічався учасник «Eagles» Джо Волш), які тривали лише рік.

## Історія
Генлі включив «Not Enough Love in the World» до свого альбому «Building the Perfect Beast» 1984 року. Пісня вийшла як сингл у 1985 році і посіла 34-е місце у «Billboard Hot 100». Музичне відео до неї було зняте Тімоті Гаттоном.

## Оцінки
У журналі «Cash Box» писали, що «цей рокер середнього темпу і з важким бітом — ідеальний засіб для унікального вокалу колишнього „Eagles“».

## Учасники запису
- Дон Генлі — головний і гармонійний вокали, клавішні, перкусія
- Бенмонт Тенч — клавішні
- Денні Кортчмар — гітара
- Тім Драммонд — бас
- Аян Воллос — ударні

## Чарти
| Чарт (1985)                      | Позиція |
| -------------------------------- | ------- |
| RPM Adult Contemporary           | 1       |
| RPM Top Singles                  | 63      |
| США Billboard Hot 100            | 34      |
| США Billboard Adult Contemporary | 6       |
| США Billboard Top Rock Tracks    | 17      |

## Версія Шер
У 1996 році Шер випустила свою версію «Not Enough Love in the World» як третій офіційний європейський сингл до свого 21-го студійного альбому «It's a Man's World». Синглова версія була коротша за альбомну і містила невеликий ремікс. «AllMusic» відзначили цю кавер-версію в альбомі Шер.

### Трек-лист
- Британський касетний сингл

1. «Not Enough Love in the World» (Single Edit) — 3:45
2. «One by One» (Sam Ward W Mix) — 4:26

- Британський CD сингл

1. «Not Enough Love in the World» (Single Edit) — 3:45
2. «One by One» (Sam Ward W Mix) — 4:26
3. «One by One» (Junior Vasquez Club Vocal Mix) — 8:45

### Чарти
| Чарт (1996)                         | Позиція |
| ----------------------------------- | ------- |
| Шотландія (Official Charts Company) | 27      |
| Велика Британія (UK Singles Chart)  | 31      |